# Jørgen Nordhagen
Jørgen Nordhagen (* 10. Januar 2005 in Tranby (Lier)) ist ein ehemaliger norwegischer Skilangläufer und aktueller Radrennfahrer.

## Sportlicher Werdegang
In seiner Jugend und als Junior war Nordhagen sowohl im Skilanglauf als auch im Radsport aktiv. Im Skilanglauf errang er 2023 seinen ersten nationalen Titel bei den Junioren, im selben Jahr belegte er in der Elite über 15 km Freistil als Junior einen achtbaren 8. Platz. Ein Jahr später gewann er bei den Nordischen Junioren-Skiweltmeisterschaften 2024 überlegen mit über zwei Minuten Vorsprung den Massenstart-Wettbewerb über 20 km Freistil. Bereits vor der Wintersaison 2023/24 gab er an, dass die Saison voraussichtlich seine letzte sei, um sich zukünftig auf den Radsport zu konzentrieren.
Im Radsport gehörte er bereits im ersten Jahr als Junior zu den erfolgreichsten Fahrern auf internationaler Ebene. Neben zahlreichen Top-10-Platzierungen gewann er eine Etappe des Grand Prix Rüebliland, bei den Europameisterschaften 2022 wurde er Zweiter im Straßenrennen. In der Folgesaison etablierte er sich als guter Rundfahrer und entschied unter anderem die Gesamtwertung des Course de la Paix Juniors für sich. Bei den Europameisterschaften gewann er erneut Silber, jedoch im Einzelzeitfahren.
Bereits im Oktober 2022 band sich Norhagen an das Team Visma-Lease a Bike, um nach einem Jahr im Development Team in der Saison 2024 zur Saison 2025 in das UCI WorldTeam aufzusteigen. 2024 erzielte er seinen ersten internationalen Sieg in der Elite, als er die dritte Etappe der Tour Alsace gewann. Wenige Tage später folgte der zweite Sieg beim Gran Premio di Poggiana. Beim Giro della Regione Friuli Venezia Giulia war er mit einem Etappenerfolg und dem Gewinn aller Wertungen der dominierende Fahrer. Bei der Deutschland Tour hatte er seinen ersten Einsatz für das WorldTeam und war als Siebter der beste Fahrer seines Teams.
Zur Saison 2025 wechselte Nordhagen planmäßig in das WorldTeam von Visma-Lease a Bike.

## Familie
Jørgen Nordhagen ist der Sohn von Finn Vegard Nordhagen, 1989 norwegischer Meister im Straßenrennen. Auch sein älterer Bruder Truls Nordhagen (* 2002) ist Radrennfahrer.

## Erfolge im Radsport
2022
- Junioren-Europameisterschaften – Straßenrennen
- Nachwuchswertung Saarland Trofeo
- eine Etappe und Nachwuchswertung Grand Prix Rüebliland
- norwegischer Junioren-Meister – Einzelzeitfahren

2023
- Junioren-Europameisterschaften – Einzelzeitfahren
- Gesamtwertung und eine Etappe Eroica Juniores
- Gesamtwertung und zwei Etappen Course de la Paix Juniors
- eine Etappe Saarland Trofeo
- norwegischer Junioren-Meister – Einzelzeitfahren

2024
- eine Etappe Tour Alsace
- Gran Premio di Poggiana
- Bergwertung Deutschland Tour
- Gesamtwertung, eine Etappe, Nachwuchs-, Berg- und Punktewertung Giro della Regione Friuli Venezia Giulia
- Coppa Città di San Daniele

## Erfolge im Skilanglauf
2023
- norwegischer Junioren-Meister 10 km Freistil

2024
- Junioren-Weltmeister 20 km Freistil Massenstart
- Junioren-Vizeweltmeister 4 × 5 km Mixed-Staffel
- norwegischer Junioren-Meister 15 km Freistil